# Light novel

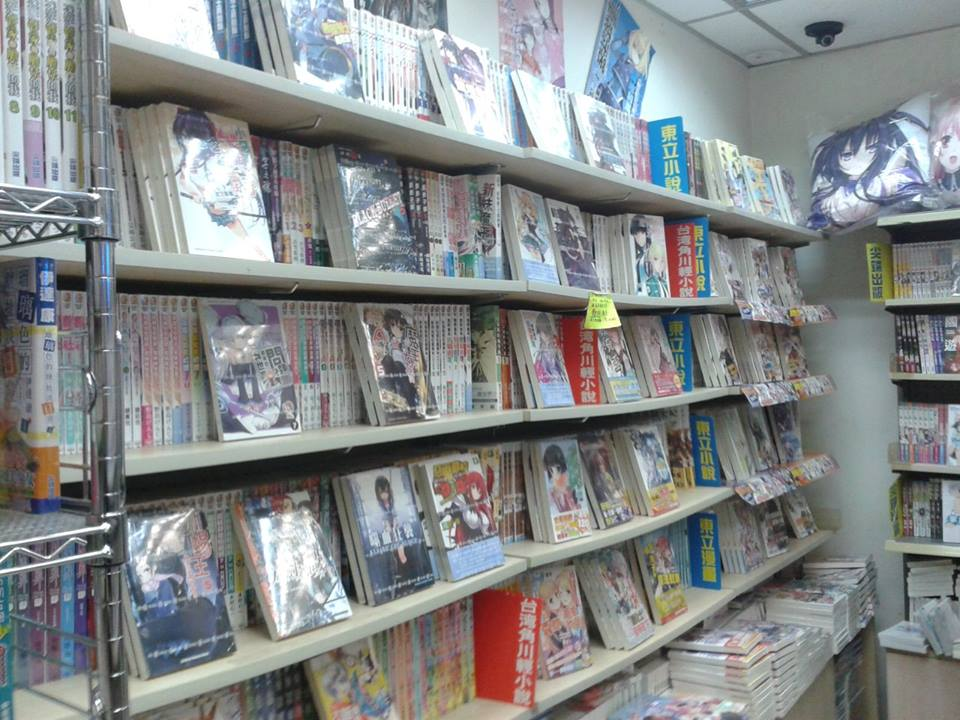
Light novel könyvesbolt

A light novel (ライトノベル; raito noberu) egy elsősorban tinédzser, fiatal felnőtt férfi célközönségnek írt japán regénytípus. A „light novel” egy úgynevezett vaszei eigo (和製英語) kifejezés, amelyet japánok alkottak az angol nyelv szavaiból. A kifejezés japán kiejtéséből adódóan (raito noberu) megnevezésére gyakran használják a „ranobe” (ラノベ) és a „rainobe” (ライノベ) rövidített változatokat is.

## Általános jellemzők
A light novel a japán szórakoztató irodalom egy műfaja. A regények többnyire rövid terjedelműek, 200-300 oldalasak. Két alkotójuk van, egy író és egy illusztrátor. Utóbbi készíti el a mangás stílusú borítógrafikát, valamint a szövegben található belső képeket, illusztrációkat, míg az előbbi írja a szöveget, amely nem csak terjedelme miatt lesz „light”, azaz ’könnyű’, hanem stílusa miatt is. A light novelekre jellemző ugyanis, hogy elsősorban nem a prózaiságra törekednek, a regények inkább forgatókönyvszerűen megírtak, gyakoriak bennük az idézetek, párbeszédek. A hangsúlyt a karakterekre fektetik. Ezen felül a mondatok, bekezdések is többnyire rövidek. Az eredeti japán szövegek továbbá egyszerűbb, gyakran használt kandzsikkal íródnak. Bonyolultabb társaik helyett hiraganákat használnak a könnyebb és gyorsabb olvashatóság érdekében.
A light novelek általában bunkobon (文庫本) formában jelennek meg. A bunkobon kötetek puhafedelesek, és nagy többségük A6-os (105×148mm) méretű. A kötetben való megjelenések előtt azonban a light noveleket előbb sorozatszerűen, fejezetenként publikálják médiafranchise-magazinokban, mint a Dengeki G’s Magazine (電撃G's magazine), vagy irodalmi magazinokban, mint például a Faust (Fauszuto, ファウスト), a Dragon Magazine (Doragon Magadzsin, ドラゴンマガジン), a Dengeki Bunko Magazine (電撃文庫MAGAZINE) vagy a The Sneaker (Za Szuníká, ザ・スニーカー).

## Megjelenés
A light novel regénytípus pontos definiálására tettek ugyan különböző kísérleteket, egységes, általánosan elfogadott meghatározás azonban mai napig nem született.
Ezért nem mondható meg pontosan, hogy mi is számít az első light novelnek, és hogy mikorra datálják a műfaj megjelenését. A különböző teóriák valamikor az 1970-es évekre teszik a műfaj keletkezésének időpontját. A light novel elnevezést azonban csak későbbtől, az 1990-es évtől kezdve használják.

## Történet
A legkorábbi light novelek még nem feltétlenül tartalmaztak mangás stílusú belső rajzokat, s a borítógrafikájuk is inkább nyugatiasabb stílusban készült. A történeteik is az akkoriban népszerű hollywoodi filmek hatására íródtak, így már hamar nagy népszerűségnek kezdtek el örvendeni a japán ponyvairodalom berkein belül. A nyugati hatást aztán fokozatosan elkezdték levetkőzni, és átváltottak a mangás stílusra.
Az 1980-as évektől már igazán sikeresnek számítottak, magas irodalmi és média magazinokban is megjelenhettek. Különféle feldolgozások is elkezdtek készülni belőlük. Az 1990-es évektől egyre több anime adaptáció született belőlük, köztük volt például a Slayers light novel kötetekből készült sorozat is. A Slayers regényeket Kanzaka Hadzsime (神坂 一) írta, és Araizumi Rui  (あらいずみ るい ) illusztrálta. Fejezetei a Dragon Magazine-ben jelentek meg 1989 és 2000 között. Valamint ugyanebben a magazinban futott még a Slayers Special is 1991-től 2008-ig. A végül több mint 52 kötetet számláló sorozat manga- és animefeldolgozást is kapott. Ez utóbbihoz magyar szinkron is készült, és a magyar televízió is levetítette Slayers – A kis boszorkány címmel.
A Slayers az először 1989-ben megrendezett első Fantasia Nagydíjon (Fantadzsia Taisó, ファンタジア大賞) díjat is nyert. De ekkoriban jelentek meg még olyan címek is a fantasy műfajában, mint a Record of Lodoss War (Ródoszu-tó Szenki, ロードス島戦記), a Fortune Quest (Fócsun Kueszuto, フォーチュンクエスト), a Sorcerous Stabber Orphen (Madzsucusi Ófen, 魔術士オーフェン) és a Weathering Continent (Kaze no Tairiku, 風の大陸).
Az 1990-es évek alatt megjelenő light novelek többnyire fantasy vagy science fiction történetek voltak. Ez utóbbi műfaj olyannyira népszerűvé vált ekkoriban, hogy elhomályosultak a határvonalak a tudományos-fantasztikus regények, és a light novelek között. Light novelek írói publikáltak ekkor keménykötetes, hosszú sci-fi regényeket, és születtek olyan alkotások is, amelyek csak azért nem kapták meg a light novel besorolást, mert nem lightnovel-kiadónál jelentek meg.

### Dengeki Bunko
1993-ban megalakult a Media Works Dengeki Bunko (電撃文庫) kiadója, amelynél elsősorban férfi célközönséget megcélzó light novelek jelennek meg, és amely mára az első számú lightnovel-kiadónak mondható. A Dengeki Bunko adta ki 2000-től a nagy népszerűségnek örvendő Kino’s Journey (Kino no Tabi, キノの旅) regényeket, valamint 2004-től a Kamacsi Kazuma (鎌池和馬) által írt és Haimura Kijotaka (灰村キヨタカ) által illusztrált A Certain Magical Index (Toaru Madzsucu no Indekkuszu, とある魔術の禁書目録) regényeit.

### ASCII Media Works
A Dengeki (電撃) magazin-, és könyvcsaládjáról ismert ASCII Media Works (Aszukí Mediavákuszu, アスキー・メディアワークス), korábbi nevén ASCII Media Works, Inc. (Kabusikigaisa Aszukí Mediavákuszu, 株式会社アスキー・メディアワークス) 2008. április 1-jén alakult meg az ASCII Corporation és a MediaWorks egyesítésével. A vállalat többek között kiad még nőknek szóló magazinokat is, valamint éves rendszerességgel megrendezi a Dengeki Novel Prize lightnovel-versenyt is.
2013. október 1-jén a Kadokawa Corporation elnyelte és konszolidálta 9 leányvállalatát, a Kadokawa név alatt egyesítve őket. Köztük volt a Fujimi Shobo (Fudzsimi Sobó, 富士見書房), a Kadokawa Shoten (Kadokava Soten, 角川書店), az Enterbrain (Entáburein, エンターブレイン), a Media Factory (Mediafakutorí, メディアファクトリー), valamint az ASCII Media Works is.

## Írók
A light novelek írói többnyire arctalan figurák, csak nagy ritkán tud kiemelkedni közülük egy-két társuk egyedi stílusával, vagy eredeti ötletével. Előbbivel kiemelkedni ráadásul nem egyszerű, hiszen a light novelekbe egyéni írói stíluselemek becsempészése egyáltalán nem könnyű feladat a prózaiság hiánya, és a forgatókönyvekéhez hasonlatos szövegstílus miatt. A light novelek íróinak továbbá irdatlan tempóban kell elkészíteniük az újabb fejezeteket, köteteket, hogy lépést tudjanak tartani a piaci igényekkel, és ki tudják elégíteni azokat. Ezek okozhatják, hogy az írói karrierek általában rövid életűek, hiszen többségük még a megélhetésre valót sem keresi meg az írásból.
Az írói utánpótlás biztosítására is, de természetesen a már meglévő írók munkájának elismerésére is rendezik a különféle lightnovel-díjakak. Ezekre mindig tárt karokkal várják a kezdő írók által benyújtott munkákat is. A legnagyobb ilyen díj a Dengeki Sószecu Taisó (電撃小説大賞), évente több, mint 2000 jelentkezővel. A Nagydíjon kívül, amihez még 3 millió jen pénzjutalom is jár, kiosztanak Arany Díjat, 1 millió jennel, Ezüstöt, 500 ezer jennel, de kiosztanak még egy Media Works Bunko Díjat, szintén 1 millió jennel, valamint egy Dengeki Bunko Magazine Díjat 500 ezer jennel is.

## Adaptációk
A light novelek népszerűsítésében nagyon nagy szerepet játszanak a belőlük készült manga, anime, film esetleg játék adaptációk. Egy ilyen adaptációnak köszönthetően az eredeti művek is felkapottá, az addig is sikeres alkotások pedig még felkapottabbá válnak. Például a japán Newtype magazin szerint 2006 legnépszerűbb animéje, a The Melancholy of Haruhi Suzumiya (Szuzumija Haruhi no Yúucu, 涼宮ハルヒの憂鬱) is light novel sorozat alapján készült, amelynek írója Tanigava Nagaru (谷川流). Emellett készült még anime adaptáció például Narita Rjógo (成田良悟) Baccano! (Bakkáno! バッカーノ!) és Durarara!! (デュラララ!!) című alkotásaiból, a Gató Sódzsi (賀東招二) által írt Full metal panic! (Furumetaru Panikku!, フルメタル・パニック!) kötetekből, vagy Haszekura Iszuna (支倉凍砂) Spice and Wolf-jából (Ókami to kósinrjó, 狼と香辛料) is. Szintén készült anime Kavahara Reki (川原礫) Accel World (Akuszeru Várudo, アクセル・ワールド) című sorozatából, valamint a nagy népszerűségnek örvendő Sword Art Online (Szódoáto Onraino, ソードアート・オンライン) regényeiből, melynek köteteiből világszerte több mint 19 millió példány kelt el. A Sword Art Online amellett, hogy két animációs sorozatot is kapott, készült belőle négy videójáték és egy film is.
Természetesen nem csak light novelből, de light novellé is lehet adaptálni. Ilyen például az Overlord-sorozat, amelynek alapjául egy először 2007-ben kiadott videójáték szolgált. A light novel feldolgozás mellett egy 13 részes anime adaptáció is készült belőle 2015-ben. De készült még a filmfeldolgozás mellett light novel adaptáció is Fudzsimaki Tadatosi (藤巻 忠俊) Kuroko’s Basketball (Kuroko no Baszuke, 黒子のバスケ) című mangájából, amelynek köteteit maga a mangaka illusztrálta, és amelyek a Kuroko no Baszuke – Replace (黒子のバスケ – Replace) elnevezést kapták. Ehhez hasonlóan kapott light novel sorozatot egy másik sport témájú manga, Furudate Haruicsi (古舘 春一) röplabdásokról szóló Haikyū!! (Haikjú!! ハイキュー!!) című sorozata is.

### A Kadokawa és a "media mix" stratégia
A light novelek más médiumokban való feldolgozása a megismertetés, népszerűsítés céljából a „media mix” stratégia elnevezést kapta. Ennek a stratégiának a legsikeresebb alkalmazója a Kadokawa Shoten (Kadokava Soten, 角川書店), és talán ennek is köszönheti a Kadokawa Group Holdings a monopóliumát, 70-80%-os hasznát ezen a piacon.
A Kadokawát 1945-ben alapította Kadokava Gen’josi (角川源義), s bár az ő irányítása alatt a cég puhakötésű szépirodalmi művek kiadásával foglalkozott, a férfi 1975-ben bekövetkező halála után fia, Haruki (春樹) vette át a vezetést. Haruki átdolgozta a cég által kiadott regényeket, hogy azok inkább az amerikai puhafedeles regények stílusához hasonlítsanak, és pusztán a szórakoztatás legyen a céljuk. Ezt úgy érte el, hogy eleinte amerikai regények fordításait adta ki, amelyekkel kihasználta a filmváltozataikból származó népszerűségüket is. Ezután a cég elkezdte a saját filmjeit is gyártani, hogy népszerűsítsék a regényeiket, és ezzel útjára is indult az ekkor még kezdetleges „media mix” stratégia.
A „media mix” stratégiának az az alapja, hogy bár meglehet, hogy a filmek és az animék elkészítésének költségei nem fognak befolyni azok nézettségéből, eladásaikból, azonban később biztosan bőven megtérülnek az általuk keltett népszerűség miatt meglóduló regényeladásokból.

## Ismertető kézikönyv
Az S-F Magazine (Eszu-Efu Magadzsin, S-Fマガジン), Japán vezető tudományos-fantasztikus magazinja, amelynek kiadója a Hayakawa Shobō (Hajakava Sobó, 早川書房), a light novel elnevezés helyett a „young adult fiction” (janguadaruto fikkuson, ヤングアダルト・フィクション) terminust használta 1999-ig.
Amikor pedig a The Magazine of Books (Hon no Zassi, 本の雑誌) - amely egy könyveket és könyvkiadásbeli trendeket áttekintő és leközlő befolyásos lap Japánban - bemutatta 2001-ben a fentebb már megemlített regények, mint például a Slayers kötetek, vagy a The Record of Lodoss War sorozatának egyre növekvő népszerűségét, akkor a „teen’s novel” (tínzu noberu, ティーンズノベル) kifejezéssel illette az alkotásokat.
A light novel elnevezés csupán akkor vált az online közösségek által már az 1990-es évek óta használt zsargonkifejezésből a japán kiadók által is elfogadott és általánosan alkalmazott műfaji megnevezéssé, amikor 2004. november 26-án megjelent a Kono Light Novel ga Sugoi! legelső száma. A csupán célközönségének életkorát megjelölő elnevezések helyetti light novel terminus már elismeri, hogy külön műfajról van szó, amelynek önálló stílusjegyei vannak, és megkülönböztetést érdemelnek.
A Kono Light Novel ga Sugoi! (Kono Raito Noberu ga Sugoi!, このライトノベルがすごい!) egy a Takarajimasha, Inc. (Kabusiki Gaisa Takaradzsimasa, 株式会社宝島社) által évente publikált ismertető kézikönyv, amely listázza a tíz legnépszerűbb light novelt, valamint a tíz legnépszerűbb férfi és női karaktert is. A listákra felkerült művekhez ezenfelül rövid ismertetőket is írnak, továbbá egy az alkotóikkal készített interjút is csatolnak még melléjük. Ezeket a listákat az interneten meghirdetett szavazások alapján állítják össze, amelyek egyszerre három helyen zajlottak, egészen 2017-ig. A Takarajimasha online kérdőívét (Hómupédzsi-nai de no ankéto, ホームページ内でのアンケート, vagy HP) a Kono Light Novel ga Sugoi! megjelenése előtt egy hónappal teszik közzé a Takarajimasha weblapján. Ezen a kérdőíven bárki szavazhat. A szavazó által leadott listából pedig az első, legnépszerűbb öt választás 5, 4, 3, 2 és 1 pontot ér. A közreműködők (kjórjokusa, 協力者) számára közzétett kérdőíven azonban már csak egy apró, írókból, illusztrátorokból, kritikusokból, kiadókból, egyetemi klubtagokból és kiemelkedő bloggerekből álló csoport adhatja le a szavazatát. Az általuk legnépszerűbb ötnek ítélt alkotás 10, 9, 8, 7 és 6 pontot kap. A harmadik - időközben már megszűnt - felügyelők csoportja (monitá, モニター) a legaktívabb és elkötelezettebb olvasókból állt össze. Legalább 51 light novel elolvasása volt a feltétele annak, hogy valaki ebben a kategóriában vehessen részt a szavazásokon. Mivel szavazatuk érvénytelennek számított, amennyiben nem szavaztak minden kategóriában, hajlamosak voltak több kategóriában is ugyanazt a sorozatot megjelölni. Továbbá erősen elfogultak voltak az olyan címek irányába, amelyeknek már volt anime adaptációja. Ezek is lehettek az okai annak, hogy 2017-ben ezt a kategóriát eltávolították, és így a közreműködők szavazatai lettek a dominánsak. Ennek köszönhetően a 2017-es évben több kevésbé ismert cím is felkerülhetett a listára, amelyek nagy valószínűség szerint a jövőben válnak majd széles körben ismertté a rajongók köreiben. Az A Certain Magical Index eddig kilencszer szerepelt a legnépszerűbb tíz listáján, míg a Sword Art Online hétszer, a The Melancholy of Haruhi Suzumiya pedig ötször. A kézikönyvben szereplő regények általában sorozatok részei, de néha egykötetes társaik is képviseltetik magukat.

## Japánon kívül
A light novelek hatalmas népszerűségnek örvendenek Japánban, és egyre ismertebbé válnak az országon kívül is. A Japánhoz közvetlen közel eső területeken a legnépszerűbbek, de hírük már Amerikába, Európába is elért.

### Tajvan, Hongkong

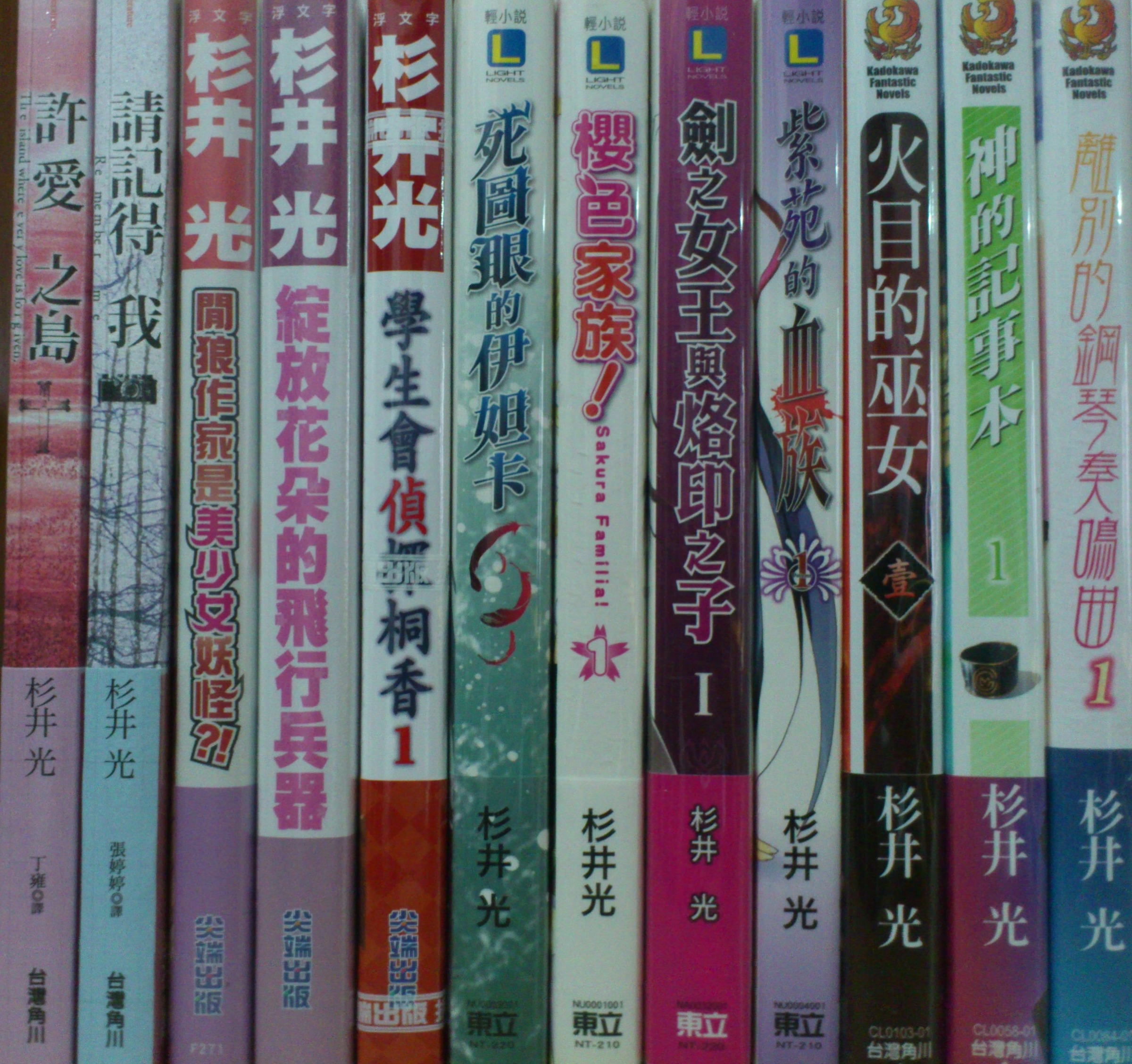
Tajvani kiadású light novelek

A Kadokawa Shoten helyi leányvállalata a Sneaker Bunkónál és Dengeki Bunkónál megjelent alkotások egy részét klasszikus kínaira fordítva adja ki. De megjelennek light novelek, a következő kiadóknál is:
- Tong Li Publishing (東立出版社)
- Sharp Point Press (尖端出版)
- Chingwin Publishing Group (青文出版集団)

### Korea
Kiadnak Koreában light novelt:
- Haksan Culture Company (학산문화사, Hakssan Munhwa-Sa)
- Daewon C.I. (대원씨아이, Daewon Ssi Ai)

### Angol kiadók
A rajongói fordítások mellett egyre több hivatalos angol nyelvű fordítás is elérhető a japán light novelekből. Ezeket eleinte a mangákhoz hasonlóan tankóbon (単行本) formában adták ki. A Seven Seas Entertainment volt az első, amely az eredeti formájukhoz hasonlóan adta ki a light noveleket.
Néhány kiadó, amely light noveleket is kiad:
- Seven Seas Entertainment[18]
- Tokyopop[19]
- Viz Media[20]
- Yen Press[21]

### Német kiadók
Európában az angol mellett még német fordításban lehet light noveleket beszerezni.
- Tokyopop[22]
- Carlsen Verlag[23]

### Magyarország
Magyarországon eddig még nem adtak ki light novelt hivatalos magyar fordításban, de fanfordítás sem sok készült ezekhez a művekhez.

### Nem japán light novelek
Mára már vannak nem japán írók is, akik ebben a műfajban alkotnak. Születnek light novelek kínai, de angol nyelven is. Például:

#### Kínai alkotások, amelyek a light novel stílusában készültek
- Coiling Dragon (盘龙)
- Desolate Era (莽荒纪)
- Douluo Dalu (斗罗大陆)
- Eclipse Hunter (玄日狩)
- ½ Prince (½王子)
- The King's Avatar (全职高手)
- The Legend of Sun Knight (吾命騎士)

#### Angol nyelven írt light novelek
- Daybreak on Hyperion
- God Complex
- Harem Prince
- Reaper
- Rolitania
- Tokyo Demons